# إميليا فوجلكلو
إميليا فوجلكلو (بالسويدية: Emilia Fogelklou)‏‏ (20 يوليو 1878 - 26 سبتمبر 1972 في أوبسالا) كاتِبة، ومحاضر من السويد.

## التعليم
تعلمت إميليا فوجلكلو في:
- جامعة أوبسالا

## الجوائز
حصلت إميليا فوجلكلو على الجوائز الآتية:
- جائزة نيوف الكبرى  [لغات أخرى]‏
- الدكتوراة الفخرية من جامعة أوبسالا[6]